# Побег из Собибора (фильм)
«Побег из Собибора» (англ. Escape from Sobibor) — телефильм 1987 года, основанный на реальных событиях, снятый режиссёром Джеком Голдом. Совместное производство Великобритании и Югославии. Поставлен по одноимённой книге Ричарда Рашке. 
Создан усилиями интернациональной по составу творческой группы: в съёмках этой картины приняли участие американцы, англичане, югославы, поляки, голландцы, французы, русские и немцы
За роль Александра Печерского в 1988 году Рутгер Хауэр получил престижную премию "Золотого глобуса" - как лучший актёр фильма на ТВ, а сама лента была удостоена звания "Лучший мини-сериал или телефильм".

## Сюжет
В основу сюжета положена реальная история единственного удачного восстания в нацистских лагерях смерти — восстания в лагере Собибор 14 октября 1943 года. Это экранизация документальной книги Ричарда Рашке с использованием документальных книг Томаса Блатта «Из пепла Собибора» и Станислава Шмайзнера «Ад в Собиборе».
Собибор — концлагерь на территории оккупированной Польши, один из нацистских лагерей смерти, построенных специально для уничтожения евреев из завоёванных немцами стран. Был закрыт по личному распоряжению рейхсфюрера СС Гиммлера после того, как в нём произошёл самый массовый в истории лагерей смерти побег заключённых, решивших оказать сопротивление нацистскому «порядку». Основной замысел и организацию восстания взял на себя советский военнопленный — лейтенант Александр Печерский, привезённый в Собибор вместе с другими солдатами-евреями. По плану Печерского заключённые должны были тайно, поодиночке ликвидировать эсэсовский персонал лагеря, а затем, завладев оружием, находившимся на складе лагеря, перебить охрану.
План удался лишь частично — восставшие смогли убить часть эсэсовцев из персонала лагеря, но завладеть оружейным складом не удалось. Охрана открыла огонь по заключённым, и они вынуждены были прорываться из лагеря через минные поля. Им удалось смять охрану и уйти в лес. Часть заключённых так и не попыталась бежать. После побега Печерский воевал в одном из белорусских партизанских отрядов вплоть до прихода Красной армии.

## В ролях
| - Алан Аркин — Леон Фельдхендлер - Йоанна Пакула — Люка - Рутгер Хауэр — Александр Печерский - Хартмут Беккер — Густав Вагнер - Джек Шеперд — Ицхак Лихтман - Эмиль Волк — Самуэль - Симно Грегор — Станислав Шмайзнер - Линал Хафт — оберкапо Поршек - Джейсон Норман — Томас Блатт - Роберт Гвилим — Шейм Энгель - Эли Натенсон — Мозес Шмайзнер - Курт Рааб — Карл Френцель - Эрик Каспар — Франц Рейхлейтнер - Хьюго Боуэр — Бекман - Клаус Грюнберг — Бауэр - Вольфганг Батке — Хурст - Хеннинг Гиссель — Фалластер | - Генри Столов — Нейман - Ульрих Хаупт — Вольф - Патти Лав — Эда - Джудит Шарп — Бейль - Эллис ван Маарсевен — Сельма Вейнберг - Дэвид Миллер — Мундек - Джек Чиссик — Гершель - Нед Вукович — Моррис - Сара Шугарман — Наоми - Диана Кржанич — Истнер Тернер - Ирфан Менсур — Калимали - Зоран Стоилькович — Борис - Светолик Никачевич — старик - Михайло Янкетич — капо Берлинер - Деян Савич — капо Шпитц - Златан Фазлагич — Вейс - Предраг Милинкович — капо Якоб |